# Irena Ćwiertnia-Sitowska
Irena Ćwiertnia-Sitowska (ur. 15 października 1921 w Warszawie, zm. 19 grudnia 2018) – lekarka.

## Życiorys

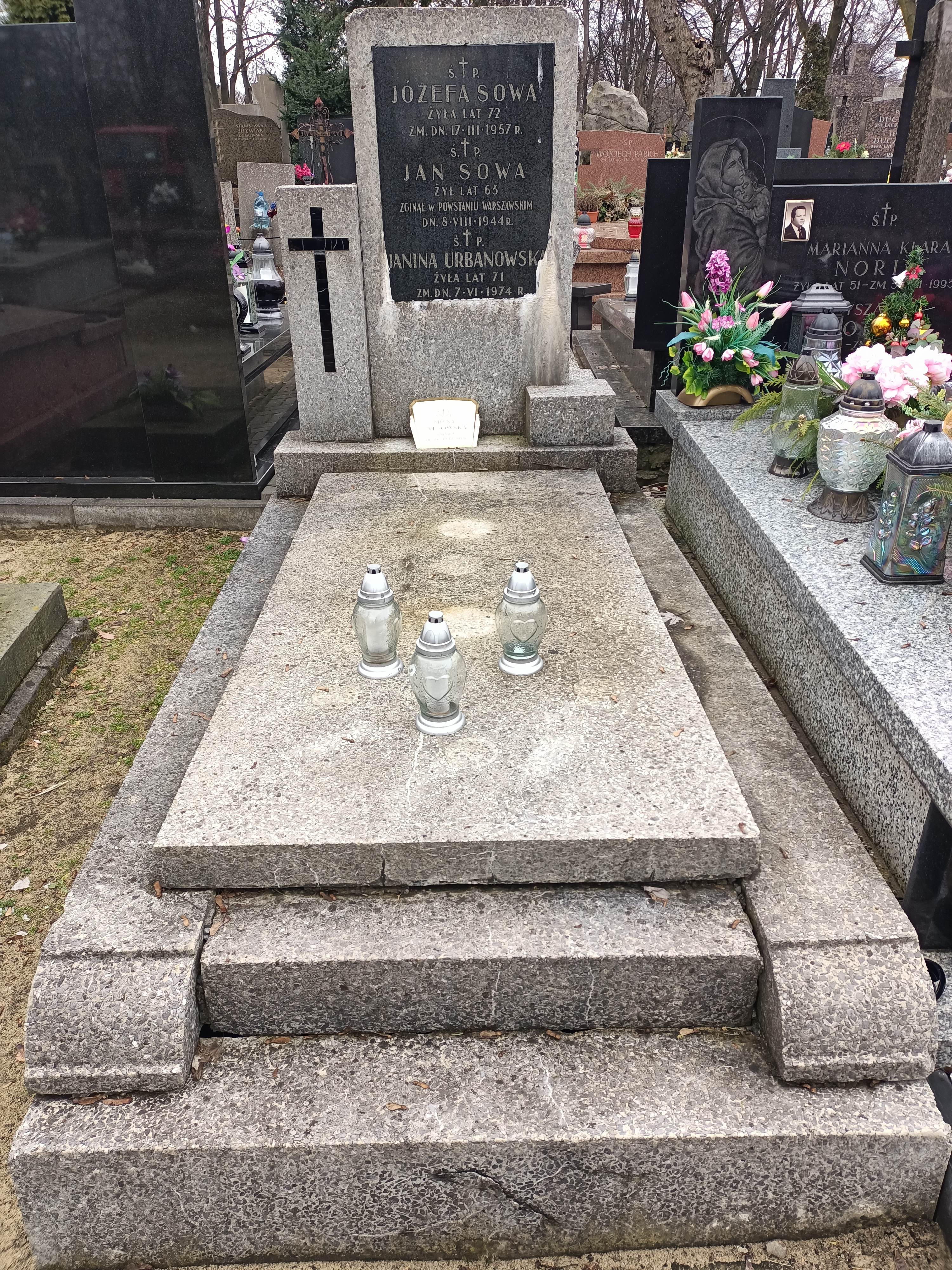
Nagrobek Ireny Ćwiertnii-Sitowskiej na Cmentarzu Bródnowskim w Warszawie

Ukończyła prywatne gimnazjum Janiny Tymińskiej w Warszawie. W 1940 uczęszczała na wykłady z medycyny w ramach tajnego Uniwersytetu Ziem Zachodnich. Od 1941 w ramach tajnego nauczania chodziła do Prywatnej Szkoły Zawodowej dla Pomocniczego Personelu Sanitarnego dr. Jana Zaorskiego, stanowiącej tajny Wydział Lekarski Uniwersytetu Warszawskiego. Praktyki odbywała w Szpitalu Przemienienia Pańskiego.
Po upadku powstania warszawskiego znalazła się w obozie przejściowym w Pruszkowie, z którego uciekła. W 1949 uzyskała dyplom lekarski, specjalizację z pediatrii, a później z oświaty zdrowotnej. Dostała przydział w szpitalu na Czerniakowskiej, gdzie pracowała pod kierunkiem profesora Tadeusza Chrapowickiego. Kierowniczka oświaty zdrowotnej w Wojewódzkim Ośrodku Matki i Dziecka, później w Wojewódzkim Zespole Przychodni Specjalistycznych. Kierowniczka punktu krwiodawstwa w Szpitalu im. prof. Witolda Orłowskiego w Warszawie. Pochowani na cmentarzu Bródnowskim w Warszawie (kwatera 46E-6-27).